# Salim Nadher
 (février 2019).
Salim Nadher est un footballeur algérien né le 30 octobre 1976 à El Khemis dans la banlieue de Djelfa. Il évoluait au poste de défenseur.

## Biographie
Salim Nadher évolue en première division algérienne avec les clubs du NA Hussein Dey et de l'ASO Chlef. Il joue également en Tunisie avec l'US Monastir.

## Palmarès
- Vainqueur de la coupe d'Algérie en 2005 avec l'ASO Chlef.
- Accession en Ligue 1 en 1996 avec le NA Hussein Dey.
- Accession en Ligue 2 en 2000 avec l'ASO Chlef.